# プライス川
プライス川（プライスがわ）は、アメリカ合衆国のユタ州を流れている長さ210kmの川である。ワサッチ山脈に源を発し、プライスを流れてプライスキャニオンを抜け、グレイキャニオンでグリーン川に合流している。支流はレンジクリークなどがある。
1946年にスコフィールドダムが建設された。その上流にもう一つのダム（グースベリーナローズダム）を建設する計画もあったが、反対を受けている。
プライス川は小さく浅い川で、船の航行は不可能である。